# Mechanicsburg (Illinois)
Mechanicsburg és una població dels Estats Units a l'estat d'Illinois. Segons el cens del 2000 tenia 456 habitants.

## Demografia
Segons el cens del 2000, Mechanicsburg tenia 456 habitants, 172 habitatges, i 121 famílies. La densitat de població era de 463,3 habitants/km².
Dels 172 habitatges en un 39% hi vivien nens de menys de 18 anys, en un 52,9% hi vivien parelles casades, en un 12,2% dones solteres, i en un 29,1% no eren unitats familiars. En el 24,4% dels habitatges hi vivien persones soles el 8,7% de les quals corresponia a persones de 65 anys o més que vivien soles. El nombre mitjà de persones vivint en cada habitatge era de 2,65 i el nombre mitjà de persones que vivien en cada família era de 3,2.
Per edats la població es repartia de la següent manera: un 29,4% tenia menys de 18 anys, un 8,6% entre 18 i 24, un 31,6% entre 25 i 44, un 20,2% de 45 a 60 i un 10,3% 65 anys o més.
L'edat mediana era de 34 anys. Per cada 100 dones de 18 o més anys hi havia 101,3 homes.
La renda mediana per habitatge era de 36.250 $ i la renda mediana per família de 42.212 $. Els homes tenien una renda mediana de 34.583 $ mentre que les dones 19.554 $. La renda per capita de la població era de 16.906 $. Aproximadament el 3,2% de les famílies i el 3,2% de la població estaven per davall del llindar de pobresa.

## Poblacions més properes
El següent diagrama mostra les poblacions més properes.